# Las Cabezas de San Juan
Las Cabezas de San Juan is een gemeente in de Spaanse provincie Sevilla in de regio Andalusië met een oppervlakte van 230 km². In 2007 telde Las Cabezas de San Juan 16.239 inwoners.

## Demografische ontwikkeling
Bron: INE; 1857-2011: volkstellingen